# Сунгирь (ручей)
Сунгирь (или Суньгер) — ручей, протекающий по территории Суздальского района Владимирской области и в восточной части города Владимира.
Это маленький ручей, который несколько тысяч лет назад был полноводной рекой. На территории ручья велись раскопки на стоянке Сунгирь, обнаруженной в 50-х годах прошлого века (главный археолог О. Н. Бадер).
Происхождение гидронима учёными доподлинно не установлено. По мнению А. К. Матвеева, он содержит детерминант -ингирь, происходящий из языка марийского типа (ср. луговомар. эҥер «речка», горномар. äнгыр «ручей, маленькая речка»), и сравнивается с другими аналогичными гидронимами в нижнем бассейне Клязьмы вида Сингер(ь), в основе которых следует видеть лексику, близкую к эрз. сия «серебро». Семантическая модель «серебряная река» в топонимии различных народов встречается довольно часто (ср. русский гидроним Серебрянка); можно допустить и возможность терминологизации этого словосочетания при обозначении небольших чистых («светлых») речек.
На левом берегу расположены село Суромна Суздальского района, питомник ЗАО «Декоративные культуры» и Сунгирская улица города Владимира.
Ширина реки очень маленькая, как и глубина, местами можно перейти вброд. Имеются мосты на трассе М7 и железнодорожной линии Москва — Нижний Новгород и небольшие мосты в районе Суромны и Сунгирской улицы.
Имеется один маленький полузатерявшийся приток — ручей Малый Сунгирь.